# Ценогенное поле
Ценоге́нное по́ле образуется при слиянии фитогенных полей в процессе смыкания крон и образования биогрупп деревьев.
Термин «ценогенное поле» впервые использовали А. Е. Катенин (1972) и Б. Н. Норин (1986, 1987). Они отмечали, что в ценотической системе создаётся общее поле влияния группы растений вследствие смыкания (интерференции, по: Куркин, 1977) их фитогенных полей.
Понятия, близкие к ценогенному полю:
- фитогенное поле популяции (Уранов, Н. Ф. Михайлова (1974));
- фитогенное поле ценопопуляции (Н. А. Торопова (1977), О. В. Смирнова (1983), О. С. Климишин (1987));
- интегральное фитогенное поле (К. А. Куркин (1977));
- общее фитогенное поле 2-го порядка (Н. С. Санникова (1979));
- фитоценотическое поле (Н. А. Костенчук (1986));
- популяционное поле (Л. Б. Заугольнова (1988));
- фитогенное поле ценоза (И. В. Царик (1988)).

В отличие от фитогенного поля популяции, которое образуется только при смыкании полей влияния растений, ценогенное поле может образовываться и в тех случаях, когда индивидуальные фитогенные поля особей популяции не смыкаются. Это пространство более широкое, чем область фитогенных полей, образующих данную группу, вследствие синергического эффекта (Норин, 1987). Напряжённость такого поля неодинакова в разных точках пространства, что обусловлено разной степенью смыкания или неодинаковой плотностью наложения полей влияния особей популяции благодаря изначальной неравномерности размещения их по площади растительной группировки. Таким образом, ценогенное поле имеет две части: внутреннюю (где сомкнуты индивидуальные фитогенные поля особей) и внешнюю, представляющую собой пространство, где индивидуальное влияние особей не достигает ценотически значимой силы, но совместное воздействие группы таких растений вызывает ценотический эффект, проявляющийся в изменении строения растительного покрова.